# Metadona
A metadona é um  narcótico do grupo dos opióides utilizado principalmente no tratamento dos toxicodependentes de heroína e outros opióides.
A metadona é praticamente idêntica nas suas propriedades à morfina, agindo nos mesmos receptores e com os mesmos efeitos.
Diferenças importantes incluem maior duração de ação  (24h contra 8h da morfina e menos ainda da heroína) e síndrome de abstinência física mais leve, mas mais prolongado. Além disso o facto de não ser injectada, mas consumida via oral, evita sintomas de grande prazer súbito que ocorrem com a heroína, o que ajuda a vencer a dependência psicológica.

## História
A metadona foi desenvolvida no final dos anos 30 na Alemanha Nazi, provavelmente em antecipação à possível falta de ópio e seus derivados durante a guerra que se avizinhava.
Em tempo de guerra, a função dos analgésicos é bastante importante para os militares e também para a população civil. Foi testada por médicos profissionais no exército alemão em 1939-40, mas foi decidido que era demasiado tóxica e com grandes possibilidades de dependência após uso prolongado (ou simplesmente habituação).
À metadona na altura foi dado o nome de Dolophine, que deriva do Latim "dolor" que significa dor, e "phine" que significaria no seu conjunto "fim da dor". Ainda existe a crença que o seu nome deriva de uma homenagem a Adolf Hitler, mas isso não passa de um boato sem significado algum.
Em 11 de Setembro de 1941 Bockmühl e Ehrhart preencheram uma aplicação para uma patente para uma substância sintética que eles chamaram de Hoechst 10820 ou Polamidon (um nome que ainda se usa na Alemanha) e cuja estrutura química não tem qualquer relação com os opiáceos naturais como a morfina e codeína,
(Bockmühl e Ehrhart, 1949).

## Metadona como analgésico
Em Portugal e no Brasil a metadona já é utilizada como analgésico, sendo utilizada em algumas unidades de dor. É utilizada maioritariamente para tratamento da dor crónica oncológica. A metadona é utilizada para o diagnostico de dor crônica de todos os gêneros.

### Dose
As doses de metadona quando esta é usada como analgésico geralmente são 2.5mg; 5mg e 10mg. Em alguns casos como no Centro da Dor do Hospital Nove de Julho no Brasil costuma-se usar até 80 mg/dia.[carece de fontes?]

## Metadona prescrita como antitússico
A metadona em Portugal não é prescrita como antitússico, sendo que a nível internacional a prescrição como antitússico também tem vindo a rarear. As preparações do tipo xarope que continham concentração baixa de metadona são quase inexistentes no mundo ocidental.

## Metadona usada como tratamento para a leucemia
Investigadores germanicos da Universidade de Ulm descobriram que a metadona é eficaz em matar células linfoblásticas leucêmicas. A metadona destrói as células de leucemia mas não destrói as células normais humanas, e pode funcionar em casos que são resistentes a anteriores sessões de quimioterapia e radioterapia. Este estudo foi feito completamente em laboratório e o próximo passo para os investigadores é estudar os efeitos da metadona em animais, nos chamados testes pré-clínicos. Depois da metadona mostrar a sua eficácia nos animais doentes, serão começados os estudos clínicos em humanos.